# 総合運動施設アルパス
総合運動施設アルパスは、秋田県鹿角市にある総合スポーツ施設。東京美装興業が2005年から指定管理者となっている施設群により構成されている。
- 所在地：秋田県鹿角市花輪字百合沢81-1

## 施設
- 鹿角トレーニングセンター
  - 管理宿泊棟
  - アリーナ棟
- 鹿角市総合運動公園
  - 陸上競技場[1]
  - テニスコート[2]
  - スケートボードパーク[3]
- 花輪スキー場[4]
- かづのパークゴルフ公園[5]
- 鹿角アメニティパーク[6]
  - 倶楽部ハウス
  - グラウンド
  - 武道場